# Номенклатура (биологија)
Номенклатура, као биолошка дисциплина, обухвата скуп правила која одређују употребу и давање имена организмима. Традиционално, постоје ботаничка и зоолошка номенклатура, као и њихови међународни кодови (правилници). Име дисциплине потиче од грчке речи ονοματοκλήτωρ (давалац имена), односно латинског nomenclatura (давање имена).
Номенклатура је пре Линеа била веома компликована - имена су била описна, састављена од више атрибута, што је узроковало велико неразумевање у комуникацији међу истраживачима. Након публиковања Линеових дела, користи се тзв. биномијална номенклатура врста, заснована на постојању два имена за комплетан опис сваке врсте. Заснована је на латинским, грчким или латинизираним називима, што је омогућило бржу и једноставнију, а такође и недвосмислену комуникацију услед некоришћења описне и народне номенклатуре.
Недостаци коришћења народних имена су следећи:
1. народна имена се могу користит само на једном језику; нису универзална
2. у свету постоји ваома мали број врста са истим називом на разним језицима
3. народни називи не праве разлику између родова, врста, подврста...
4. често две сличне и сродне врсте имају исто народно име
5. понекад несродне врсте имају исто име
6. једна врста често има различита имена у појединим пределима коришћења једног језика

Међународни кодови ботаничке и зоолочке номенклатуре су прецизни системи који се баве терминима који означавају оквире таксономских група или јединица, као и научним именима која се примењују код појединих таксономских група организама. Најважније је познавање правила о давању имена и условима под којима се имена мењају, као и начинима промене. Одређивање правилног имена таксона захтева исцрпан таксономски рад и познавање правила и препорука Кода. Већина номенклатурних проблема данас настаје као резултат промена у таксономском третману или мишљењу о класификацији таксона.